# Arctia flavomacula
Arctia flavomacula là một loài bướm đêm thuộc phân họ Arctiinae, họ Erebidae.